# Гутей Марія Степанівна
Марія Степанівна Дика (Гутей) (нар. 31 травня 1928, село Ямна Долішня, тепер неіснуюче село на території Польщі — ?) — українська радянська діячка, ланкова колгоспу «Сталінський шлях» (потім — імені 50-річчя Жовтня) Струсівського (тепер Теребовлянського) району Тернопільської області. Герой Соціалістичної Праці (26.02.1958). Депутат Верховної Ради СРСР 5-го скликання.

## Життєпис
Народилася 31 травня 1928 (за іншими даними — 1929) року в селянській родині Степана Гутея в селі Ямна Долішня на Лемківщині. Освіта початкова. У 1945 року родина була переселена з Польщі до села Лошнів Струсівського (тепер — Теребовлянського) району Тернопільської області.
У 1947—1951 роках — колгоспниця, з 1951 року — ланкова колгоспу «Сталінський шлях» (потім — «Маяк», імені 50-річчя Жовтня) села Лошнів Струсівського (тепер — Теребовлянського) району Тернопільської області. Вирощувала високі врожаї цукрових буряків та картоплі.
Член КПРС з 1959 року.
Потім — на пенсії.

## Нагороди
- Герой Соціалістичної Праці (26.02.1958)
- орден Леніна (26.02.1958)
- орден Жовтневої Революції (8.12.1973)
- орден Трудового Червоного Прапора (31.12.1965)
- медалі